# 중앙 전화실

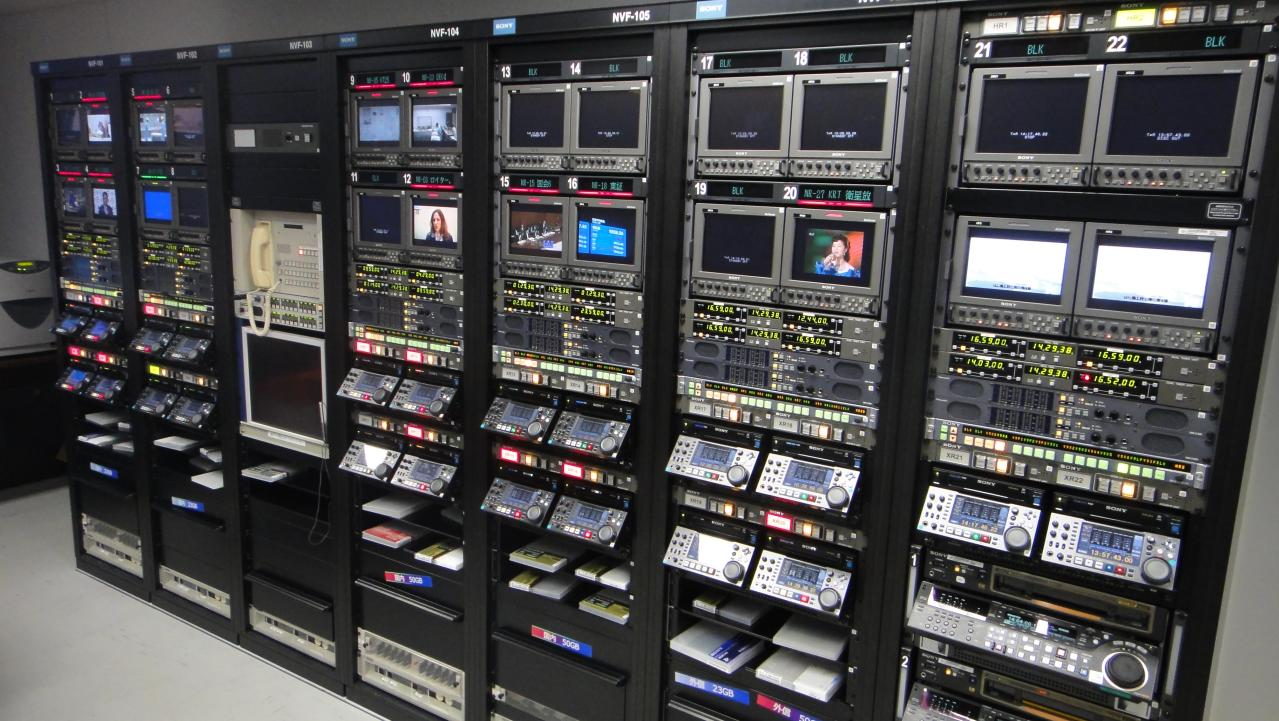
후지TV의 랙과 데크

방송 시설에서 중앙 전화실(Central apparatus room) 또는 CAR은 방송 기술에 사용되는 공통 장비들이 모여있는 방을 말하며, 중앙 기계실(Central machine room) 또는 중앙 기기실(Central equipment room)이라고도 한다. 일반적으로 중앙 전화실에는 공기 조절 장치가 설비되어 있으며, 방음 시설 등 저잡음을 목적으로 설계되었다.
중앙 전화실에 보관되는 각각의 장비는 KVM 스위치, 시큐어 셸, VNC, 원격 데스크톱 소프트웨어 등으로 서로 연결되어 있으며, 모니터, 키보드, 마우스 등을 공유해 제어된다.

## 같이 보기
- 인터넷 데이터 센터
- 기계실